# Diecezja Xinyang
Diecezja Xinyang (łac.: Dioecesis Siniamensis, ang. Diocese of Xinyang) – katolicka diecezja w Chińskiej Republice Ludowej. Siedziba biskupa znajduje się w katedrze w Xinyang. Jest sufraganią archidiecezji Kaifeng.

## Historia
- 11 kwietnia 1946 – utworzenie diecezji Xinyang

## Główne świątynie
- katedra w Xinyang